# Idestrup (plaats)
Idestrup is een plaats in de Deense regio Seeland, gemeente Guldborgsund. De plaats telt 1240 inwoners (2008).